# 太原直隸州
太原直隸州，是明代交阯承宣布政使司下轄的一個直隸州，領富良縣、司農縣、武禮縣、洞喜縣、永通縣、宣化縣、弄石縣、大慈縣、安定縣、感化縣、太原縣十一個縣，原稱太原鎮。治約在今越南太原省、北𣴓省、高平省的西半部。

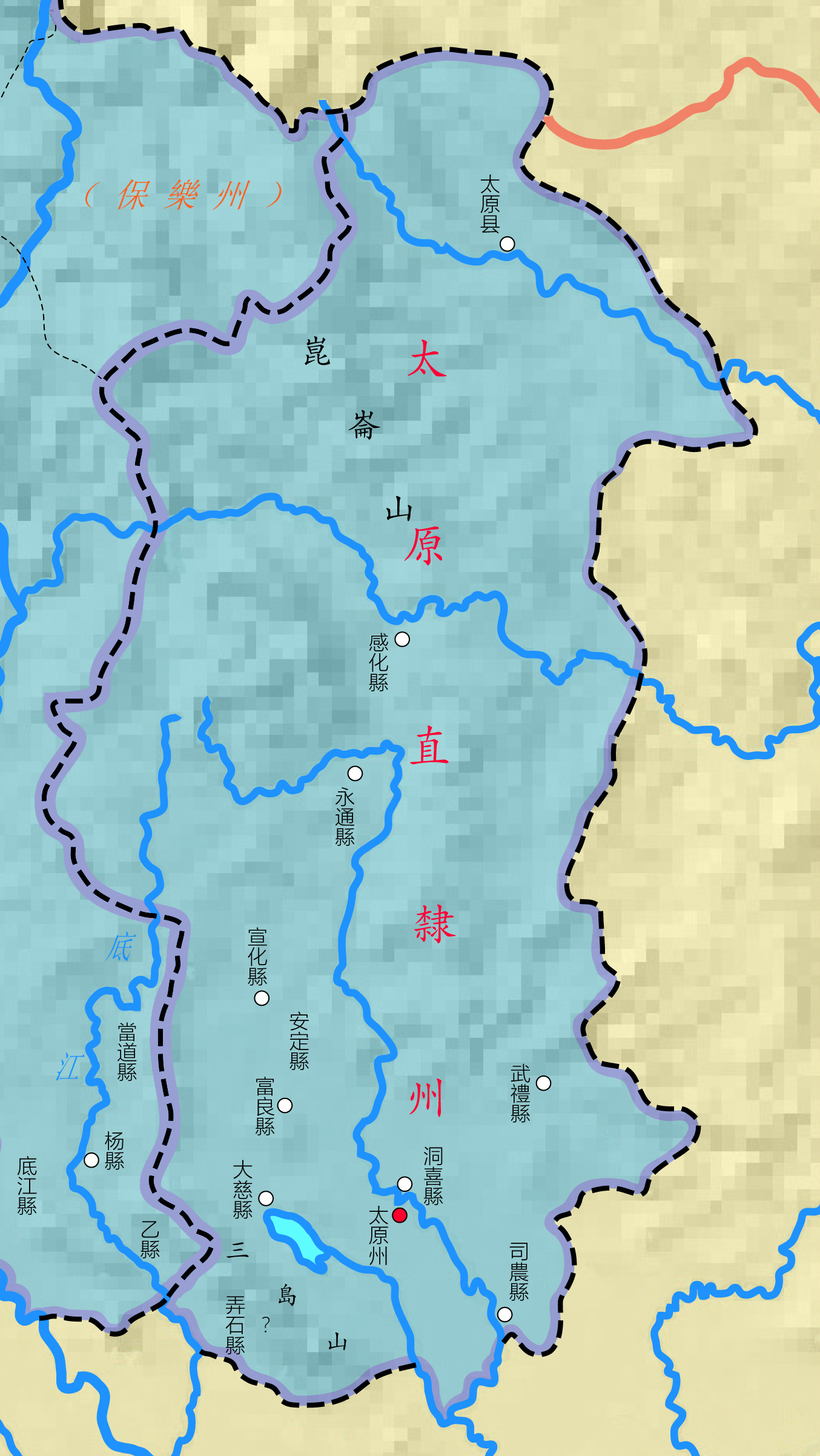

## 沿革
- 永樂五年（1407年）六月癸未置[2][3]。
- 永樂六年春正月戊辰，設交阯太原鎮金場局[4]。
- 永樂六年冬十月己卯，陞交阯太原州為太原府[5][6][7][8][9]。